# Ева Добрева
Ева Добрева е български модел. Носителка на титлата Мис Свят България 2021 – 2022 г. Представя страната на Мис Свят 2021 г.

## Биография
Ева Неделчева Добрева е родена на 23 май 2000 г. в град Варна. Още на 5-годишна възраст Ева започва обучението си по народно пеене при един от най-добрите педагози в България. Завършва средното си образование в Национално училище по изкуствата „Добри Христов“ – гр. Варна със специалност народно пеене и пиано. Носител е на множество титли и призови награди от конкурси по народно пеене. На 13-годишна възраст е поканена да започне обучението си като модел и още няколко месеца след като завършва обучението си започва да работи като модел до ден днешен. Завършва висшето си образование в Икономически университет - Варна със специалност туризъм.

## Кариера
През 2013 г. Ева Добрева започва своята бляскава кариера на супер-модел. Има над 150 ревюта в България и чужбина. Над 80 рекламни фотосесии за известни марки. А през 2019 г. печели и приза Мис Азиа Глобъл България, където представя България на световният конкурс Мис Азиа Глобъл 2019 г., които се проведе в Кочи, Индия и където Добрева влезе в ТОП 10 на победителите. След това заминава на Ченай, Индия за първата си седмица на модата в Индия.
През 2020 г. Ева създава и първия си конкурс за красота „Кралица на Варна“ и започва да работи по създаване на собствена модна агенция. Същата година взима участие в известно телевизионно предаване „Шоуто на Слави“ и пее народна песен с „Куку бенд“.
През 2021 г. Добрева представя България на най-старият и престижен конкурс Мис Свят, където успява да се класива с талант и да запише страната ни в историята и същата година става собственик и лицензиант на конкурса за омъжени жени „Мисис Варна“, който се провежда ежегодно в морската ни столица. Също така става международен съдия конкурси и фестивали както и моден хореограф на детска школа за деца от 4 до 16 годишна възраст, където нейните кадри печелят множество награди. Същата година двата конкурса, които прави Добрева придобиват и социални каузи в които участват всяка година с цел подрепа на млади таланти.